# Endlessly
Endlessly (dt. Endlos … Unendlich) ist ein Lied aus dem Soundtrack des Musicalfilms Earl Carroll Vanities aus dem Jahr 1945. Komponiert wurde der Song von Walter Kent, getextet von Kim Gannon. Gesungen wird er im Film von Constance Moore, die an der Seite von Dennis O’Keefe die weibliche Hauptrolle der Drina, einer Prinzessin, spielt.

## Coverversionen
Ray Eberle sang den Song im Februar 1945 im Radio-Hall-of-Fame-Program, begleitet von einem von Paul Whiteman dirigierten Orchester.

## Auszeichnung/Nominierung
1946 waren Walter Kent und Kim Gannon mit Endlessly in der Kategorie „Bester Song“ für einen Oscar nominiert. Die Auszeichnung ging jedoch an Richard Rodgers und Oscar Hammerstein und das Lied It Might as Well Be Spring aus dem Musicalfilm Jahrmarkt der Liebe (State Fair).